# Karavan (tidskrift)
För den tidigare tidskriften med samma namn, se Karavan (tidskrift 1934–1935)
Karavan är en litteraturtidskrift som utkommer fyra gånger om året. Tidskriften grundades 1992 och introducerar författarskap från Afrika, Asien och Latinamerika. Tidigare hette tidskriften Halva världens litteratur men bytte namn till Karavan år 1999.
Redaktör sedan 1999 är Birgitta Wallin.

## Priser och utmärkelser
- 2000 – Årets kulturtidskrift
- 2009 – Stig Dagermanpriset, tillsammans med Birgitta Wallin[1]